# 小倉基
小倉 基（おぐら もとい、1931年（昭和6年）9月28日 - 2015年（平成27年）11月19日）は、日本の政治家。世界連邦東京都渋谷区連合会会長。
東京都選挙管理委員会委員長、東京都渋谷区長（2期）、東京都議会議員（5期）、渋谷区議会議員（2期）を務めた。

## 概要

### 略歴
鹿児島県鹿児島市生まれ。1948年に旧制高梁中学（現在の岡山県立高梁高等学校）を卒業、國學院大學予科を経て、國學院大學へ入学する。その後、同大学政経学部卒業し、岡崎英城衆議院議員の秘書を務める。
1959年、渋谷区議会議員選挙に出馬し、初当選。区議は2期務める。1973年、東京都議会議員選挙に渋谷区選挙区から出馬し、当選。東京都議会議員を5期20年の長きにわたり務め、1988年には藍綬褒章受章。東京都議会自民党幹事長や東京都議会議長（1989年～1991年）を歴任した。1992年、都議を5期目の任期途中で辞職し、第16回参議院議員通常選挙に自由民主党三塚派から東京都選挙区に立候補し、次点で落選した（法定得票に達したため、繰り上げ当選の資格を有した）。この時、東京都選挙区に中曽根派が擁立した現職の小野清子は当選している。
1995年、統一地方選挙で渋谷区長選挙に出馬し初当選（自民党・自由連合・公明党推薦）。1999年自民党・民主党・公明党・自由党推薦で再選。2003年も当初、3選出馬に積極的であったが、息子が刑事事件で逮捕されたため引退。2005年から2011年まで東京都選挙管理委員会委員長を務めた。2008年、高梁市市政アドバイザー。
2015年11月19日に前立腺がんのため死去。84歳没。叙従四位。

### 家族
- 村上英子[2] - 長女。東京都議会議員（4期）。東京都議会自民党幹事長（女性初）。

## 著作
- 渋谷聞きがたり1　小倉基が語る東京と渋谷（國學院大學研究開発推進センター　渋谷学研究会　上山和雄編、2013年2月刊）[11]